# Pustějov
Pustějov (německy Petrowitz) je obec v okrese Nový Jičín v Moravskoslezském kraji. Žije zde 975 obyvatel.

## Historie
První písemná zmínka o obci pochází z roku 1324.

## Obyvatelstvo
| Rok            | 1869  | 1880  | 1890  | 1900  | 1910  | 1921 | 1930 | 1950 | 1961 | 1970 | 1980 | 1991 | 2001 | 2011 | 2021 |
| -------------- | ----- | ----- | ----- | ----- | ----- | ---- | ---- | ---- | ---- | ---- | ---- | ---- | ---- | ---- | ---- |
| Počet obyvatel | 1 126 | 1 085 | 1 033 | 1 023 | 1 093 | 993  | 939  | 798  | 886  | 923  | 981  | 970  | 966  | 969  | 940  |
| Počet domů     | 164   | 210   | 167   | 166   | 169   | 218  | 227  | 227  | 217  | 234  | 240  | 268  | 266  | 279  | 306  |

Věková struktura obyvatel obce Pustějov roku 2011
Rodinný stav obyvatel obce Pustějov roku 2011
Vzdělání obyvatel obce Pustějov roku 2011

## Obecní správa
Mezi lety 1869–1975 Pustějov byl obcí v okrese Opava (1869–1890), poté v okrese Bílovec (1900–1950) a později v okrese Nový Jičín. Od 1. ledna 1976 do 23. listopadu 1990 patřil jako část města k Studénce a od 24. listopadu 1990 je opět samostatnou obcí.

### Obecní symboly
Znak a vlajka byly obci uděleny rozhodnutím předsedy Poslanecké sněmovny Parlamentu České republiky dne 21. června 1999.

## Doprava
Územím obce prochází dálnice D1. Silnice III. třídy na území obce jsou:
- III/46420 Butovice – Pustějov – Nový Rybník
- III/46421 Bílov – Pustějov
- III/46423 Pustějov – Kujavy
- III/46424 Kujavy – silnice III/46420

## Pamětihodnosti
- Zámeček Pustějov[9], postaven po roce 1747
- Kostel svaté Maří Magdaleny
- Socha svatého Jana Křtitele ve výklenku mlýna
- Přírodní rezervace Bartošovický luh

## Galerie

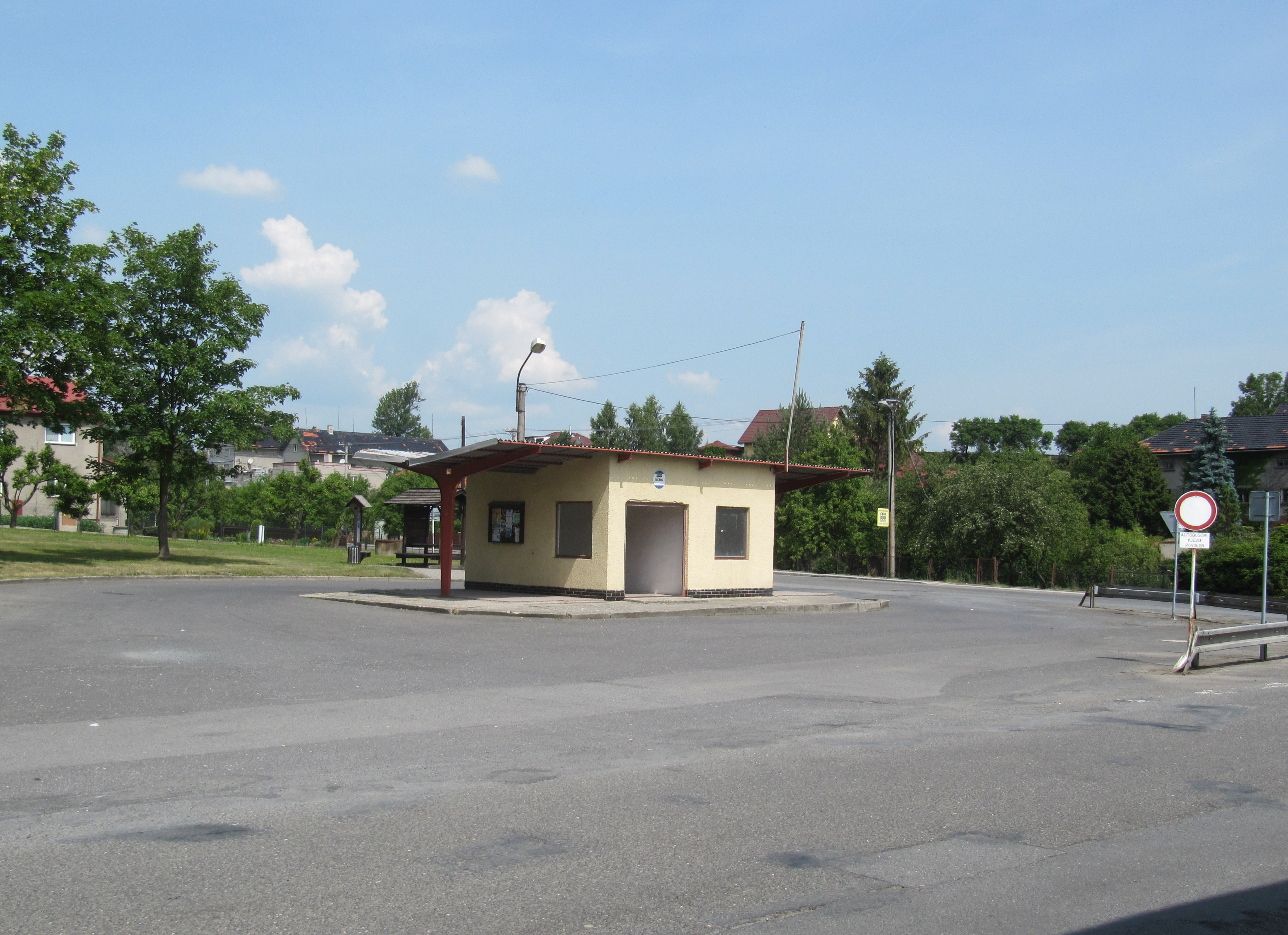
Autobusová zastávka na hlavní křižovatce
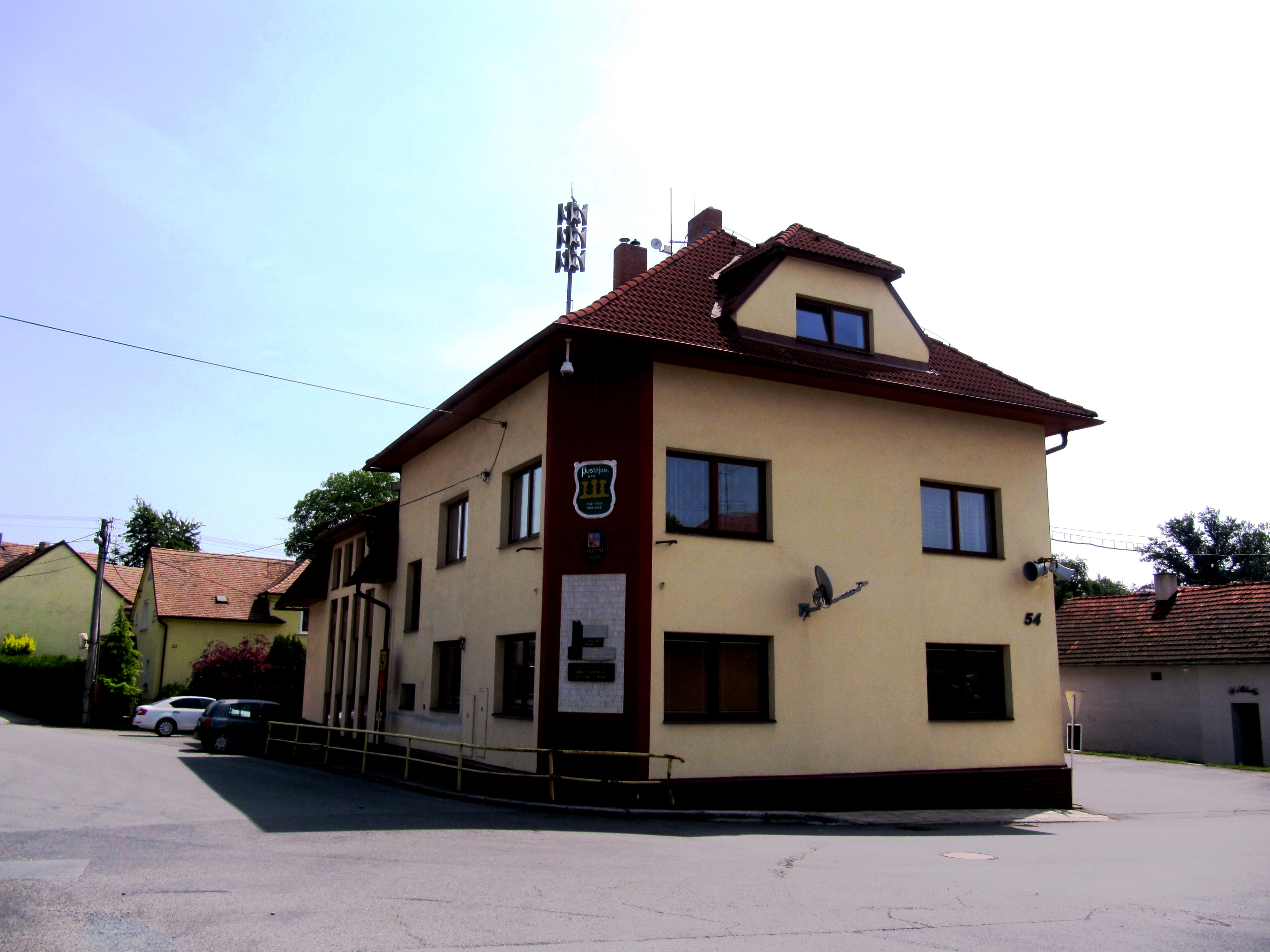
Obecní úřad
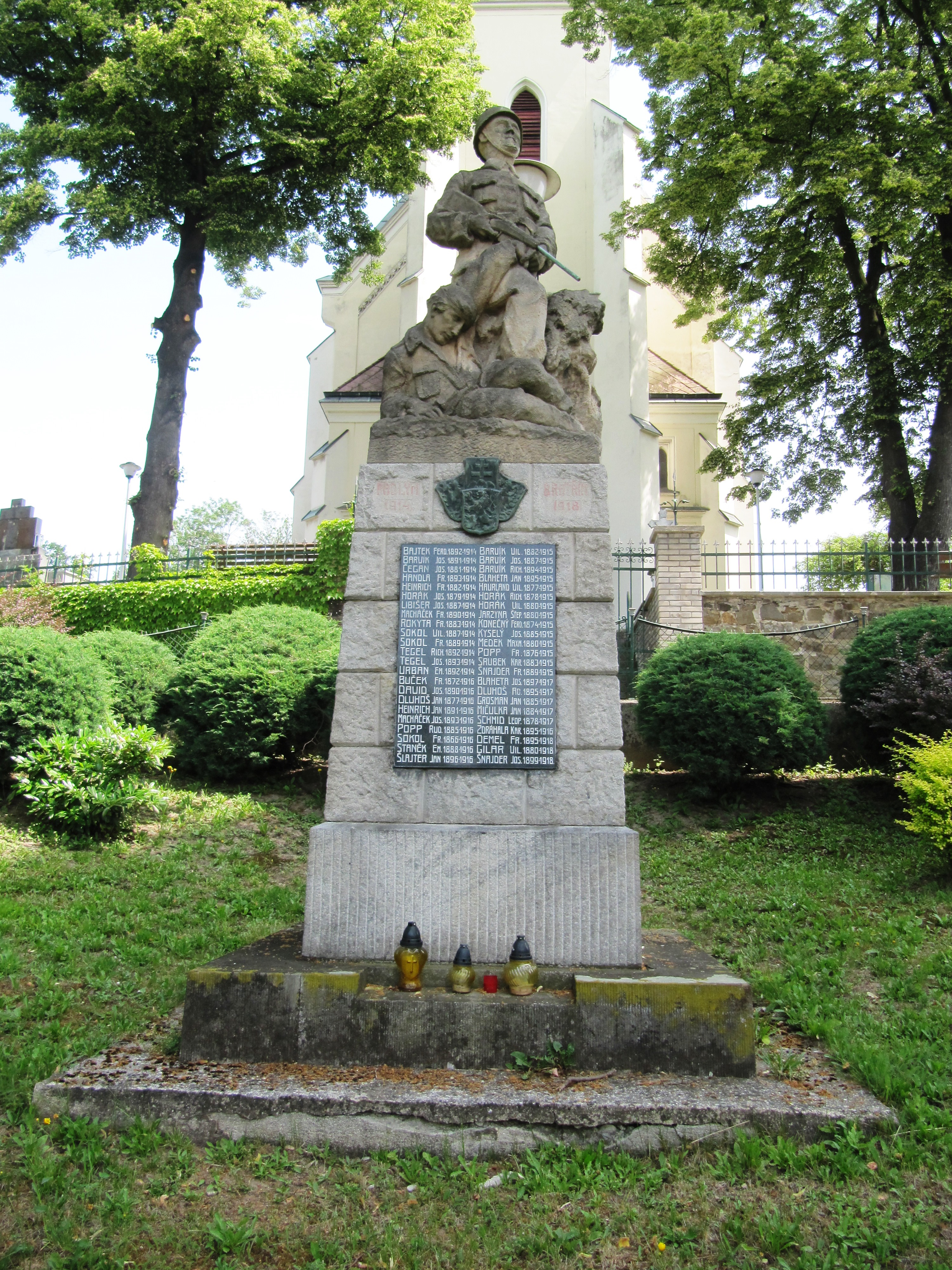
Pomník obětem první světové války
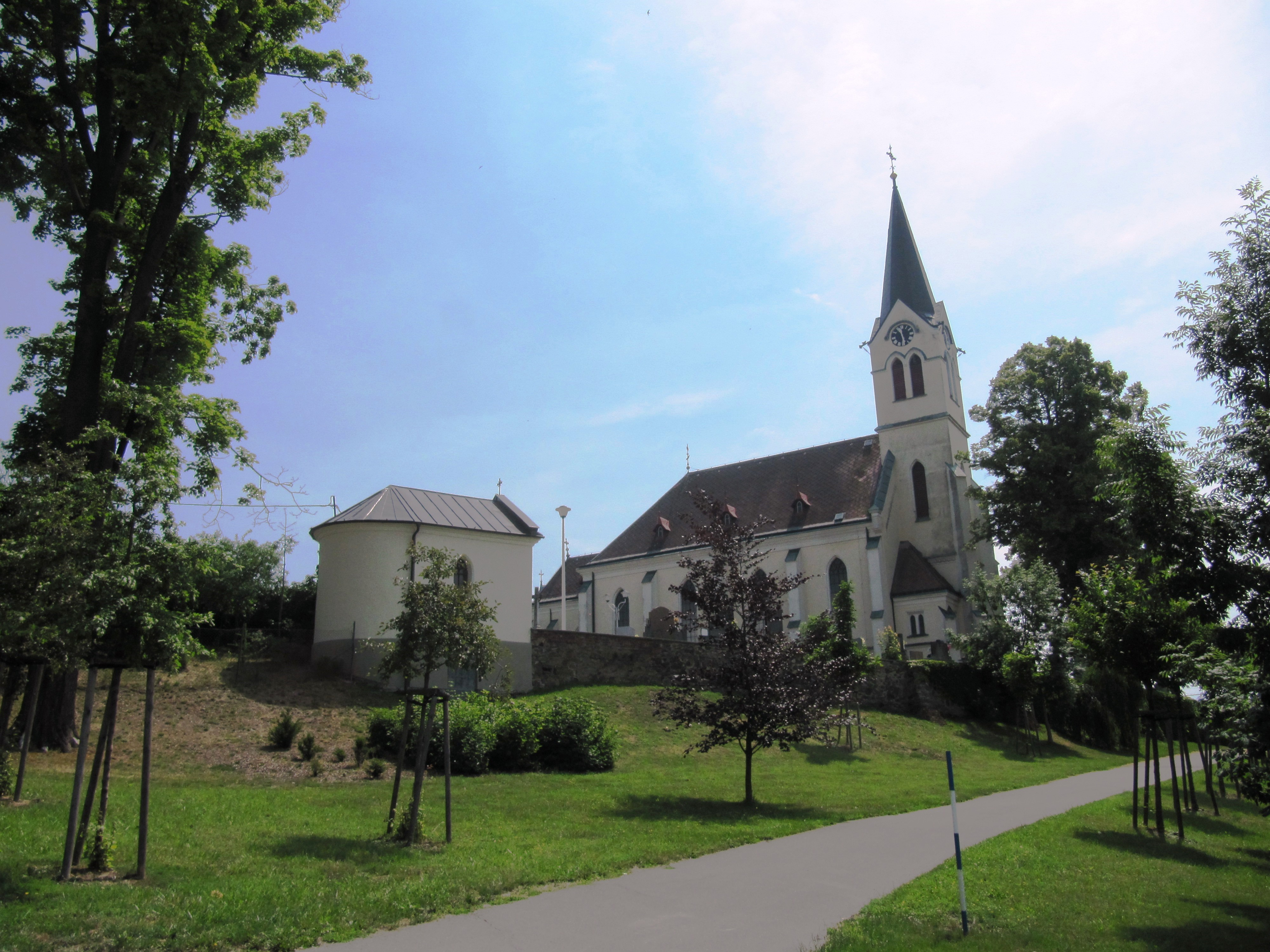
Kostel svaté Maří Magdaleny
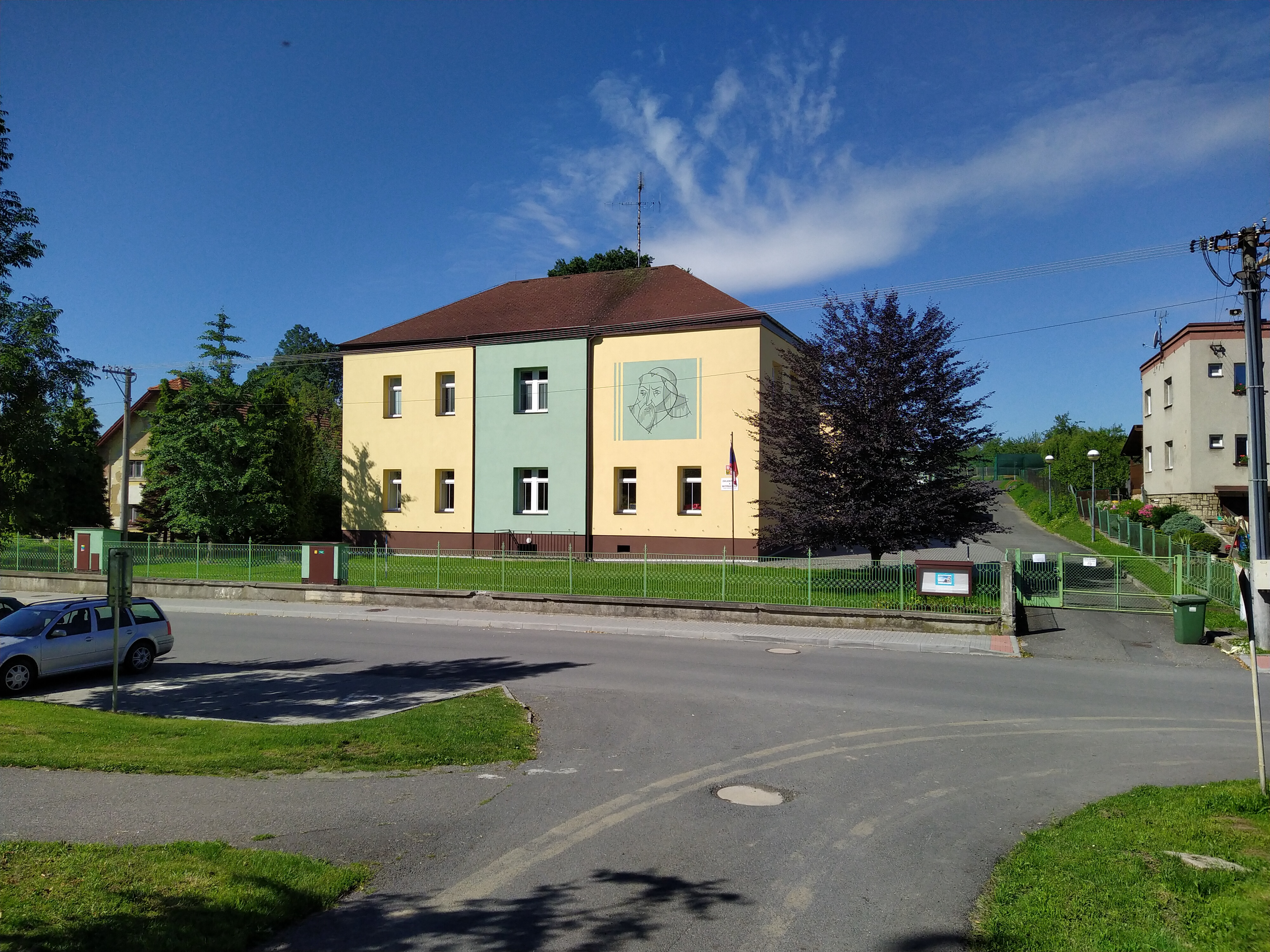
ZŠ a MŠ Pustějov